# Neisser Loyola
Neisser Loyola (ur. 28 lipca 1998 w Cienfuegos) – belgijski szpadzista pochodzenia kubańskiego, brązowy medalista mistrzostw świata.
Podczas mistrzostw świata w Kairze w 2022 roku wywalczył brązowy medal w turnieju indywidualnym. Wyprzedzili go tylko Francuz Romain Cannone i Japończyk Kazuyasu Minobe. 
Był też między innymi szósty na mistrzostwach Europy w Antalyi w 2022 roku.
Jego ojciec, Nelson Loyola, także był szermierzem.